# Daniel Fehlow
Daniel Fehlow (* 21. Februar 1975 in West-Berlin) ist ein deutscher Schauspieler und Synchronsprecher.

## Leben
Noch während seiner Schulzeit auf der Schulfarm Insel Scharfenberg begann er als 16-Jähriger, Schlagzeug in der Band Stewy Lewy & the Funky Noldes Crewy zu spielen. Nach seinem Abitur im Jahr 1994 war er noch weitere zwei Jahre Schlagzeuger der Band Concrete, bis er im April 1996 (Folge 961) die Hauptrolle des Leon Moreno in der RTL-Serie Gute Zeiten, schlechte Zeiten übernahm. Nebenbei nahm er von 1997 bis 1999 privaten Schauspielunterricht. Er legte mehrmals Drehpausen ein, in welchen er Rollen im Theater oder in Fernsehfilmen übernahm sowie als Synchronsprecher tätig war.
Als Synchronsprecher ist er seit Anfang der 2000er-Jahre tätig. So lieh er verschiedenen bekannten Schauspielern seine Stimme, beispielsweise Zachary Quinto, Channing Tatum, Mos Def und James Franco.
Darüber hinaus ist er in Werbespots in Funk und Fernsehen zu hören, beispielsweise für Wölkchen, Maxi King, Wilkinson Hydro oder Vodafone.
Seit 2012 ist er mit seiner ehemaligen GZSZ-Schauspielkollegin Jessica Ginkel liiert. Zusammen haben sie einen Sohn und eine Tochter. 2021 gab das Paar bekannt, bereits 2018 geheiratet zu haben.

## Filmografie
- 1996–1999, 2001–2023: Gute Zeiten, schlechte Zeiten (Fernsehserie, mit Unterbrechungen seit Folge 961–)
- 1998: Verfolgt! – Mädchenjagd auf der Autobahn
- 1999: Hinter dem Regenbogen
- 2000: Vor der Stille (Kurzfilm)
- 2000: Klinikum Berlin Mitte – Leben in Bereitschaft (Fernsehserie, 1 Folge)
- 2000: Kasachstan Lady
- 2000: Weihnachten für einen Engel
- 2001: Schloss Einstein (Fernsehserie, 2 Folgen)
- 2001: S.O.S. Barracuda – Der Hai von Mallorca (Fernsehreihe)
- 2003: SOKO Leipzig (Fernsehserie, 1 Folge)
- 2004: Ina & Leo
- 2005: Was Sie schon immer über Singles wissen wollten
- 2007: Tarragona – Ein Paradies in Flammen (TV-Zweiteiler)
- 2007: Alarm für Cobra 11 – Die Autobahnpolizei (Fernsehserie, 1 Folge)
- 2022: Leon – Glaub nicht alles, was du siehst (Fernsehserie)[6]
- 2023: Leon – Kämpf um deine Liebe (Film)
- 2023: Das Duell um die Welt – Team Joko gegen Team Klaas (Folge 29)

## Sprecherrollen (Auswahl)
Channing Tatum
- 2005: Coach Carter, Rolle: Jason Lyle
- 2005: Havoc, Rolle: Nick
- 2006: She’s the Man – Voll mein Typ!, Rolle: Duke
- 2008: Stop-Loss, Rolle: Sgt. Steve Shriver
- 2012: Für immer Liebe, Rolle: Leo Collins
- 2012: 21 Jump Street, Rolle: Officer Jenko
- 2013: White House Down, Rolle: John Cale
- 2013: Das ist das Ende, Rolle: Channing Tatum
- 2014: 22 Jump Street, Rolle: Officer Jenko
- 2014: Manolo und das Buch des Lebens, Rolle: Joaquin
- 2014: Foxcatcher, Rolle: Mark Schultz
- 2015: Jupiter Ascending, Rolle: Caine Wise
- 2015: The Hateful Eight, Rolle: Jody
- 2016: Hail, Caesar!, Rolle: Burt Gurney
- 2017: Logan Lucky, Rolle: Jimmy Logan
- 2017: Kingsman: The Golden Circle, Rolle: Agent Tequila
- 2021: Free Guy, Rolle: Revenjamin Buttons
- 2022: Dog, Rolle: Jackson Briggs
- 2022: The Lost City – Das Geheimnis der verlorenen Stadt, Rolle: Alan / Dash

### Filme
- 1998: Für Song Kang-ho in The Quiet Family, Rolle: Kang Yeong-min
- 2000: Für Craig Sheffer in Turbulence 2, Rolle: Martin Messerman
- 2001: Für Vince Vaughn in Kein Vater von gestern, Rolle: Russell Durrell
- 2001: Für Casper van Dien in Python – Lautlos kommt der Tod, Rolle: Bart Parker
- 2003: Für Leandro Firmino in City of God, Rolle: Zé Pequeno – Li'l Zé – Locke
- 2003: Für Gerard Butler in Die Herrschaft des Feuers, Rolle: Creedy
- 2004: Für Jason Scott Lee in Timecop 2 – Entscheidung in Berlin, Rolle: Ryan Chan
- 2004: Für Will Smith in Große Haie – Kleine Fische (Animationsfilm), Rolle: Oscar
- 2005: Für Adam Scott in Aviator, Rolle: Johnny Meyer
- 2005: Für David Denis in King Kong, Rolle: Taps
- 2006: Für Evan Jones in Jarhead – Willkommen im Dreck, Rolle: Dave Fowler
- 2006: Für Flex Alexander in Snakes on a Plane, Rolle: Three G’s
- 2006: Für Charlie Hunnam in Children of Men, Rolle: Patric
- 2006: Für Mos Def in 16 Blocks, Rolle: Eddie Bunker
- 2006: Für Johnny Knoxville in Jackass: Nummer Zwei
- 2007: Für Glen Maverick in Könige der Wellen (Animationsfilm), Rolle: Pinguin Glen Maverick
- 2007: Für Freddy Rodríguez in Planet Terror
- 2008: Für Mos Def in Abgedreht, Rolle: Mike
- 2009: Für Mahershala Ali in Der seltsame Fall des Benjamin Button
- 2010: Für Danny McBride in Up in the Air, Rolle: Jim Miller
- 2010: Für James Franco in Eat Pray Love, Rolle: David Piccolo
- 2011: Für Wilmer Valderrama in Larry Crowne, Rolle: Dell Gordo
- 2011: Für Zachary Quinto in Der große Crash – Margin Call, Rolle: Peter Sullivan
- 2011: Für Zachary Quinto in Der perfekte Ex, Rolle: Rick
- 2011: Für Tom Hardy in Dame, König, As, Spion, Rolle: Ricki Tarr
- 2012: Für David Gyasi in Cloud Atlas, Rolle: Autua, Lester Rey und Duophysite
- 2012: Für Chris Pratt in Fast verheiratet, Rolle: Alex Eilhauer
- 2012: Für Charlie Hunnam in Cold Blood – Kein Ausweg. Keine Gnade., Rolle: Jay
- 2013: Für Chris Pratt in Der Lieferheld – Unverhofft kommt oft, Rolle: Brett
- 2013: Für Chris Pratt in Movie 43, Rolle: Doug
- 2014: Für Toby Kebbell in Planet der Affen: Revolution, Rolle: Koba
- 2015: Baymax – Riesiges Robowabohu, Rolle: Tadashi Hamada (Stimme von Daniel Henney)
- 2016: Für Nate Parker in The Birth of a Nation, Rolle: Nat Turner
- 2016: Für Zachary Quinto in Tallulah, Rolle: Andreas
- 2017: Für Joel Edgerton in Bright, Rolle: Nick Jakoby
- 2017: Für Danny McBride in The Disaster Artist, Rolle: Danny McBride
- 2017: Für Toby Kebbell in Planet der Affen: Survival, Rolle: Koba
- 2018: Für Jay Pharoah in Unsane – Ausgeliefert, Rolle: Nate Hoffman
- 2019: Für Jay Ryan in Es Kapitel 2, Rolle: Ben Hanscom
- 2019: Für Marco de la O in Rambo: Last Blood, Rolle: Manuel
- 2020: Für Nelson Lee in Mulan, Rolle: Chancellor
- 2021: Für Stevel Marc in Der Mauretanier, Rolle: Poulson

### Serien
- 1999, 2000: Für Nicholas Lea in Outer Limits – Die unbekannte Dimension (Folgen 4x26, 5x17), Rolle: Mac 27, Jacob Hardy
- 2004: Für Paul Wesley in Meine wilden Töchter (2 Folgen), Rolle: Damian
- 2004–2005: Für Zachary Quinto in 24 (3. Staffel), Rolle: Adam Kaufman
- 2005: Für Nicholas Gonzalez in O.C., California (2. Staffel), Rolle: D.J.
- 2005–2010: Für Leland Chapman in Dog – Der Kopfgeldjäger, Rolle: Leland Chapman (voice-over)
- 2006: Für John Leguizamo in Emergency Room – Die Notaufnahme (12. Staffel), Rolle: Dr. Victor Clemente
- 2007: Für Keith Robinson in Over There – Kommando Irak, Rolle: Pvt. Avery „Angel“ King
- 2007–2010: Für Zachary Quinto in Heroes, Rolle: Gabriel 'Sylar' Gray
- 2007, 2009: Für John Simm in Life on Mars – Gefangen in den 70ern (S01/E01-08 & S02/E01-08), Rolle:  Detective Inspector Sam Tyler
- 2008: Für Samuel Page in Shark, Rolle: Casey Woodland
- 2008–2009: Für Kyle Schmid in Blood Ties – Biss aufs Blut, Rolle: Henry Fitzroy
- 2009: Für Burn Gorman in Torchwood, Rolle: Dr. Owen Harper
- 2010/2012: Für Stephen Martines in Vampire Diaries (Folgen 1x16–1x17/3x07), Rolle: Frederick
- 2013–2016: Für Sean Bridgers in Rectify (17 Folgen), Rolle: Trey Willis
- 2022: Für Jóhannes Haukur Jóhannesson in Vikings: Valhalla, Rolle: Olav II. Haraldsson
- 2023: Für Takehito Koyasu in Jujutsu Kaisen, Rolle: Toji Fushiguro